# Виборада
Виборада или Виберата (нем. Viborada, Wiborada, Wiberat, Wiboradae) (IX век, Тургау, Швейцария — 2 мая 926, монастырь Святого Галла, Санкт-Галлен, Швейцария) — святая Римско-католической церкви, мученица.

## О первоисточниках
Первое жизнеописание (Vita) святой Виборады было написано в X веке по пожеланию епископа Аугсбурга святого Ульриха. Второе жизнеописание появилось благодаря труду монаха Хериманна (Herimannus) Санкт-Галленского монастыря в 1072—1076 годах. Первое описание имеет более легендарный характер, чем второе. Обе рукописи — главные источники о жизни святой. Кроме того, они дают представление об истории и культуре того времени.
Наиболее правдоподобно передан этап жизни святой после 916 года. О более ранних годах жизни Виборады судить трудно и здесь могут быть фальсификации.

## Биография
Виборада родилась в IX веке в аристократической семье. После паломничества в Рим, вступила в женский бенедиктинский монастырь при церкви святого Магна в Санкт-Галлене. Там после 916 года ушла в затвор, посвятив себя полностью молитве. Была убита топором во время нашествия венгров в 926 году и похоронена в собственной келье.
Вибораде приписывается пророчество о нашествии венгров, благодаря которому удалось спасти от разорения библиотеку Санкт-Галленского монастыря.

## Прославление
Была канонизирована римским папой Климентом II в 1047 году. День памяти святой Виборады в Католической Церкви отмечается 2 мая. В 946 году её мощи были перенесены в церковь святого Магна. В иконографии святая Виборада изображается в бенедиктинском хабите с книгой в руках, которая является знаком спасения от разорения библиотеки аббатства святого Галла и с алебардой, символизирующей её мученическую смерть.
В XXI веке стала почитаться православными верующими, проживающими в Германии.

## Первоисточники
- Vitae sci. Galli, sci. Otmari, scae Wiboradae. 1072—1076. St. Gallen, Stiftsbibliothek, Cod. Sang. 560